# Groupe de dialogue inter-religieux de La Réunion
Le groupe de dialogue inter-religieux de La Réunion, ou GDIR, est une association loi de 1901 de l'île de La Réunion, département d'outre-mer français dans le sud-ouest de l'océan Indien. Déclarée à la préfecture de La Réunion le 21 décembre 2000, elle a son siège à Saint-Denis, chef-lieu du territoire. Elle a pour objet l'établissement d'un dialogue inter-religieux régulier entre les responsables des différentes religions de La Réunion, parmi lesquels l'évêque de La Réunion, qui représente la confession majoritaire, le catholicisme.